# Lisa Nippgen
Lisa Marie Nippgen (* 2. April 1997 in Ludwigsburg) ist eine deutsche Leichtathletin, die sich auf Sprints spezialisiert hat und auch Staffeln läuft.

## Berufsweg
Nippgen ist Studentin. Sie war zunächst an der Hochschule Ludwigshafen am Rhein und studiert nun als Stipendiatin Unternehmensjura an der Universität Mannheim.

## Sportliche Laufbahn
2014 und 2015 belegte Nippgen bei Jugendmeisterschaften über 100 und 200 Meter sowie in Staffeln fünfte und sechste Plätze.
2016 erreichte sie ihren ersten nationalen Podiumsplatz bei den Deutschen U20-Meisterschaften über 100 Meter als sie Bronze holte. Bei ihrer DM-Premiere im Frauenbereich schied Nippgen bei den Deutschen Meisterschaften in den 100- und 200-Meter-Vorläufen aus. International war sie Teammitglied bei den U20-Weltmeisterschaften in der 4-mal-100-Meter-Staffel, wurde aber nicht eingesetzt.
2017 stand Nippgen bei den Deutschen Hallenhochschulmeisterschaften mit Bronze über 200 Meter erneut auf dem Treppchen, über 60 Meter hatte sie den 4. Platz erreicht. Bei den Deutschen Hallenmeisterschaften belegte sie über 200 Meter den sechsten Rang. Im Mai wurde Nippgen über diese Distanz Deutsche Hochschulmeisterin, über 100 Meter kam sie auf den 4. Platz. Den vierten Platz holte sie auch bei den Deutschen U23-Meisterschaften jeweils auf der 100- und 200-Meter-Strecke. International kam Nippgen bei den U23-Europameisterschaften im Finale auf den 7. Platz.
2018 wurde Nippgen Deutsche Hallenvizemeisterin über 200 Meter und holte den 3. Platz über 60 Meter.
Nippgen ist im Perspektivkader des Deutschen Leichtathletik-Verbandes (DLV).

## Vereinszugehörigkeiten
Seit 2019 startet Lisa Nippgen für die MTG Mannheim. Ab 2017 war sie beim LAZ Ludwigsburg, nachdem sich das LAZ Salamander Kornwestheim-Ludwigsburg aufgelöst hatte. Ihr erster Verein war bis 2011 der TSV Schwieberdingen.

## Bestleistungen
(Stand: 15. Mai 2021)

Halle
- 060 m: 7,40 s (Dortmund, 17. Februar 2018)
- 200 m: 23,85 s (Mannheim, 21. Januar 2018)

Freiluft
- 100 m: 11,25 s (+1,7 m/s), (Mannheim, 15. Mai 2021)
- 200 m: 23,92 s (+1,4 m/s), (Leverkusen, 18. Juni 2017)

## Erfolge
national
- 2014: 5. Platz Deutsche U18-Meisterschaften (200 m)
- 2014: 6. Platz Deutsche U18-Meisterschaften (100 m)
- 2015: 6. Platz Deutsche U20-Hallenmeisterschaften (4 × 200 m)
- 2015: 5. Platz Deutsche U20-Meisterschaften (4 × 100 m)
- 2016: 4. Platz Deutsche U20-Hallenmeisterschaften (200 m)
- 2016: 3. Platz Deutsche U20-Meisterschaften (100 m)
- 2017: 3. Platz Deutsche Hallenhochschulmeisterschaften (200 m)
- 2017: 4. Platz Deutsche Hallenhochschulmeisterschaften (60 m)
- 2017: 6. Platz Deutsche Hallenmeisterschaften (200 m)
- 2017: Deutsche Hochschulmeisterin (200 m)
- 2017: 4. Platz Deutsche Hochschulmeisterschaften (100 m)
- 2017: 4. Platz Deutsche U23-Meisterschaften (100 und 200 m)
- 2018: Deutsche Hallenvizemeisterin (200 m)
- 2018: 3. Platz Deutsche Hallenmeisterschaften (60 m)

international
- 2016: Teammitglied U20-Weltmeisterschaften (4 × 100 m)
- 2017: 7. Platz U23-Europameisterschaften (100 m)